# Jens Hoffmann (Psychologe)
Jens Hoffmann (* 7. Oktober 1968) ist ein deutscher Kriminalpsychologe, Fallanalytiker und Sachbuchautor.

## Leben
Hoffmann wurde 1968 geboren. Er studierte Psychologie, Linguistik und Soziologie an der Technischen Universität in Darmstadt sowie an der University of Surrey in Guildford. In der Studienzeit hospitierte er beim psychologischen Dienst der Berliner Polizei. Seit 1996 ist er Diplom-Psychologe. Seine Diplomarbeit im Fach Psychologie fertigte er zum Thema Psychologische Täterprofile von Serienmördern und Serienvergewaltigern für polizeiliche Ermittlungsarbeit.
Nach dem Studium verfasste er von 1997 bis 2000 im Auftrag des Bundeskriminalamtes gemeinsam mit Cornelia Musolff ein Fachbuch über Fallanalyse und Täterprofile. Seit Mai 2002 hat er einen Lehr- und Forschungsauftrag an der Arbeitsstelle für Forensische Psychologie der Technischen Universität Darmstadt. Dort wurde unter seiner Leitung das Dynamische Risiko Analyse System (kurz: DyRiAS) entwickelt, welches es ermöglicht, wissenschaftlich fundierte Risikoeinschätzungen für die Bereiche Schwere Gewalt und Amok an Schulen und Gewalt an Intimpartnern vorzunehmen. Seit November 2009 ist die offizielle Version von DyRiAS-Schule in Deutschland, Österreich und der Schweiz im Einsatz.
Hoffmann ist zudem der Leiter des Darmstädter Instituts für Psychologie und Bedrohungsmanagement (IPBm). Das Institut bildet Präventions- und Krisenmanager aus und installiert Bedrohungsmanagement in Behörden, Unternehmen und Hochschulen.
Seine Arbeitsschwerpunkte liegen in der Kriminal- und Ermittlungspsychologie. Intensiv hat er sich mit den Themen Stalking, Täterprofile, Insiderkriminalität und Amokläufen an Schulen beschäftigt. Hoffmann fertigte zahlreiche Veröffentlichungen und Vorträge an Universitäten und Polizeischulen zum Thema Fallanalyse und Täterprofile und ist häufiger Gast in Talkshows und Nachrichtensendungen zum Thema Amok und Stalking.
2002 wurde Hoffmann von Europol als Berater für europäische Polizeikräfte in die dortige Experten-Datenbank aufgenommen. 2004 wurde er zum Dr. phil. promoviert. Seine Dissertation fertigte er zur Thematik Stalking. Obsessive Belästigung und Verfolgung unter besonderer Berücksichtigung von Prominenten als Opfer.

## Buchveröffentlichungen (Auswahl)
- Gemeinsam mit Cornelia Musolff: Fallanalyse und Täterprofil – Geschichte, Methoden und Erkenntnisse einer jungen Disziplin. Bundeskriminalamt, Wiesbaden 2000, ISSN 0174-5433, DNB 959956077, online (PDF; 1 MB).
- Stalking. Springer, Heidelberg 2006, ISBN 3-540-25457-9, 1. Kapitel online (PDF; 190 kB).
- Häusliche Gewalt und Tötung des Intimpartners – Prävention und Fallmanagement. Verlag für Polizeiwissenschaft, Frankfurt 2006, ISBN 978-3-935979-88-7.
- Stalking in Deutschland – aus Sicht der Betroffenen und Verfolger. Nomos Verlag, Baden-Baden 2006, ISBN 3-8329-1752-7.
- Amok und zielgerichtete Gewalt an Schulen – Früherkennung, Risikomanagement, Kriseneinsatz, Nachbetreuung. Verlag für Polizeiwissenschaft, Frankfurt am Main 2007, ISBN 978-3-86676-011-0.
- Menschen entschlüsseln – ein Kriminalpsychologe erklärt, wie man spezielle Analyse- und Profilingtechniken im Alltag nutzt. mvg Verlag, München 2015, ISBN 978-3-86882-564-0.